# Modello a tre fattori di Fama e French
Il modello a tre fattori di Fama e French è una spiegazione empirica del rendimento atteso di un titolo proposta da Eugene Fama e Kenneth French.

## Il modello
La formula proposta per descrivere il rendimento atteso è:
{\displaystyle E(R_{i})-R_{F}=b_{i}[E(R_{M})-R_{F}]+s_{i}E(SMB)+h_{i}E(HML)}
dove {\displaystyle E(.)} è l'operatore di speranza matematica (valore atteso), {\displaystyle R_{F}} il tasso d’interesse privo di rischio, {\displaystyle b_{i},s_{i},h_{i}} dei parametri e:
{\displaystyle E(R_{M})-R_{F}=} rendimento supplementare atteso quando i titoli sono investiti in un portafoglio diversificato chiamato portafoglio di mercato
{\displaystyle E(SMB)=} differenza tra il rendimento atteso di un portafoglio di titoli a debole capitalizzazione e quello di un portafoglio di titoli a forte capitalizzazione
{\displaystyle E(HML)=} differenza tra il rendimento atteso di un portafoglio di titoli con un forte rapporto valore contabile / valore di mercato e quello di un portafoglio di titoli con un debole rapporto valore contabile / valore di mercato
I parametri sono stimati utilizzando la regressione lineare seguente:
{\displaystyle R_{i}-R_{F}=a_{i}+b_{i}[R_{M}-R_{F}]+s_{i}SMB+h_{i}HML}
Il modello di equilibrio dei mercati finanziari (CAPM) implica dei valore nulli per {\displaystyle a_{i},s_{i}} et {\displaystyle h_{i}}.
Il modello a tre fattori di Fama e French è compatibile con il modello di valutazione per arbitraggio (APT) secondo il quale il rendimento atteso di un titolo è una funzione lineare della sensibilità dei fattori che influenzano il titolo. Il modello precisa i tre fattori da considerare.
Le stime effettuate da Fama e French mostrano che il modello arriva a spiegare la maggior parte (circa il 90%) della variazione del rendimento delle azioni delle borse (NYSE, AMEX e NASDAQ).

## Le anomalie
Le verifiche empiriche del CAPM trovavano spesso dei fattori che influenzavano i rendimenti di un titolo e che non erano spiegati dal modello. Si parlava allora di anomalie. Il modello di Fama e French considera tre di queste anomalie.
Diverse altre anomalie sono state scoperte, tra cui:
- la persistenza del rendimento a corto termine[4]. Carhart[5] propone di aggiungere una nuova variabile (WML: differenza tra il rendimento dei titoli con performance positiva e titoli con performance negativa[6]). Questo modello a quattro fattori è accolto favorevolmente da Fama e French[7]. Al contrario, Asness, Moskowitz e Pedersen[8] sostituiscono questa variabile al posto della dimensione (SMB). Questi autori stimano anche un modello a sei fattori.

- « l'effetto del bilanciere » dove a un debole rendimento a lungo termine segue un rendimento forte e vice versa[9].

## La critica
Gli effetti della dimensione (SMB) e della vulnerabilità o difficoltà relativa (HLM) dell'impresa non sono necessariamente dei fattori di rischio specifico ma possono essere una reazione eccessiva degli investitori .
La classificazione dei titoli in diversi gruppi può anche essere legata a dei problemi nella formazione dei prezzi di certi titoli.